# Carisbrooke Castle

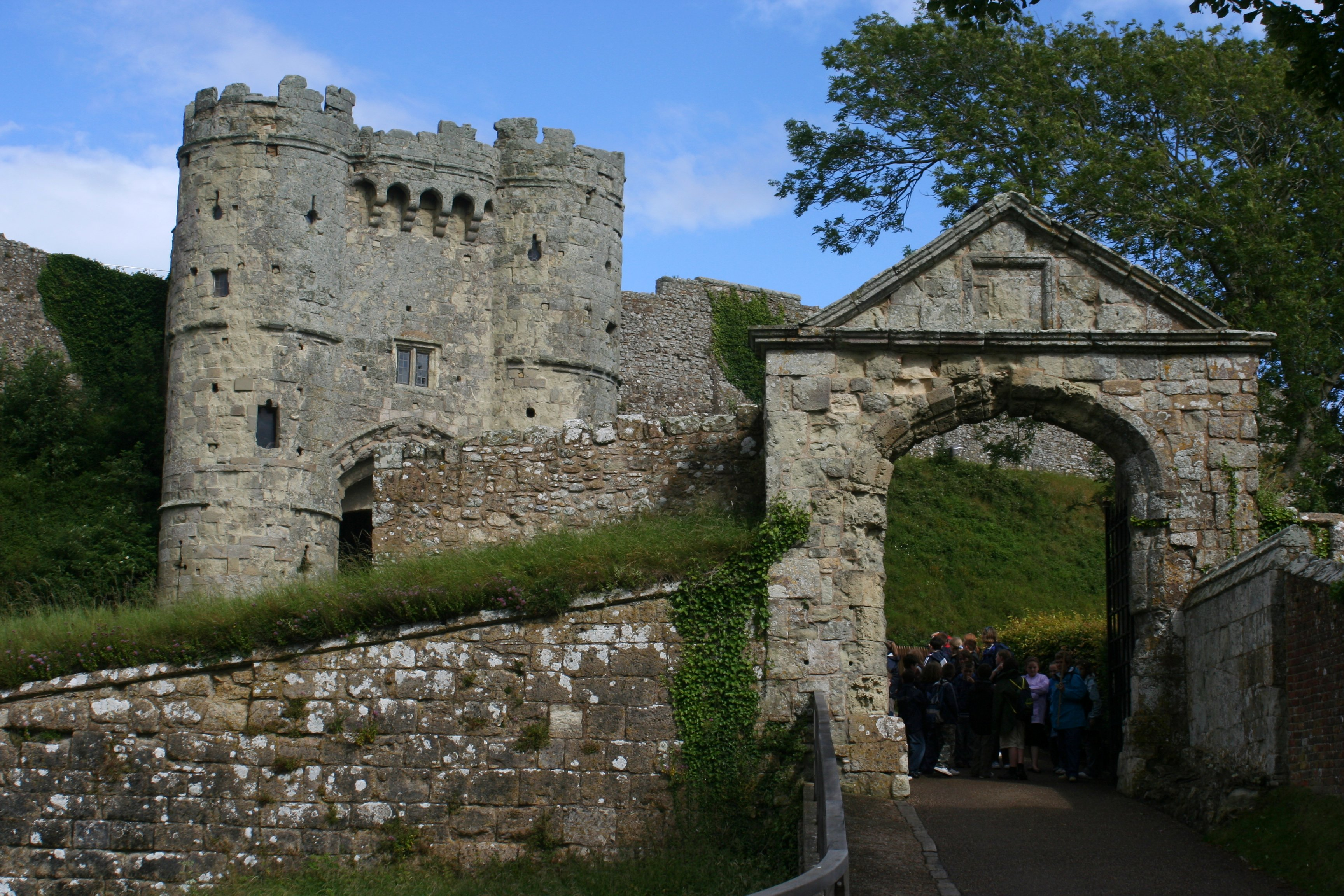
Carisbrooke Castle, Eingangsbereich

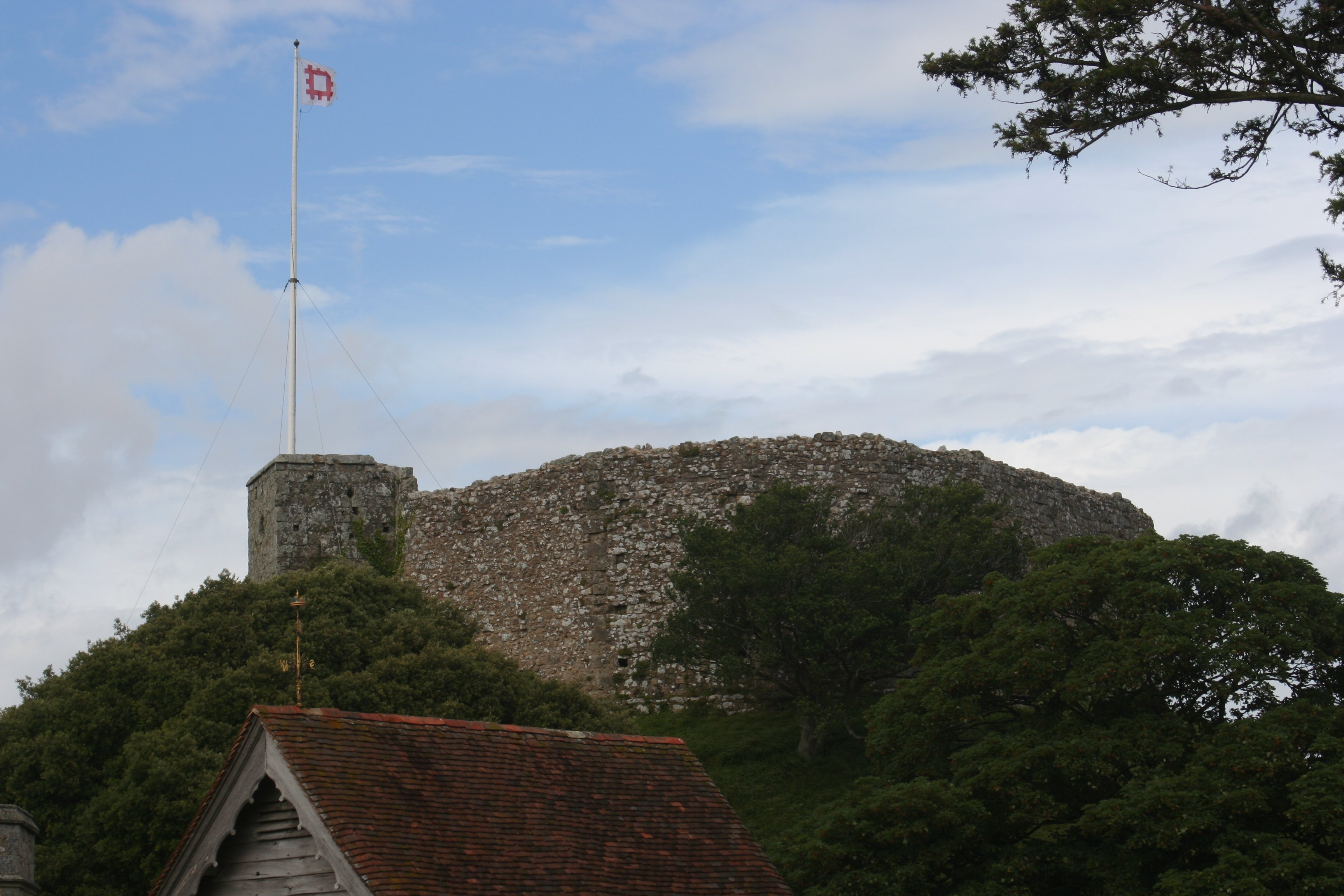
Carisbrooke Castle, Reste des Donjons

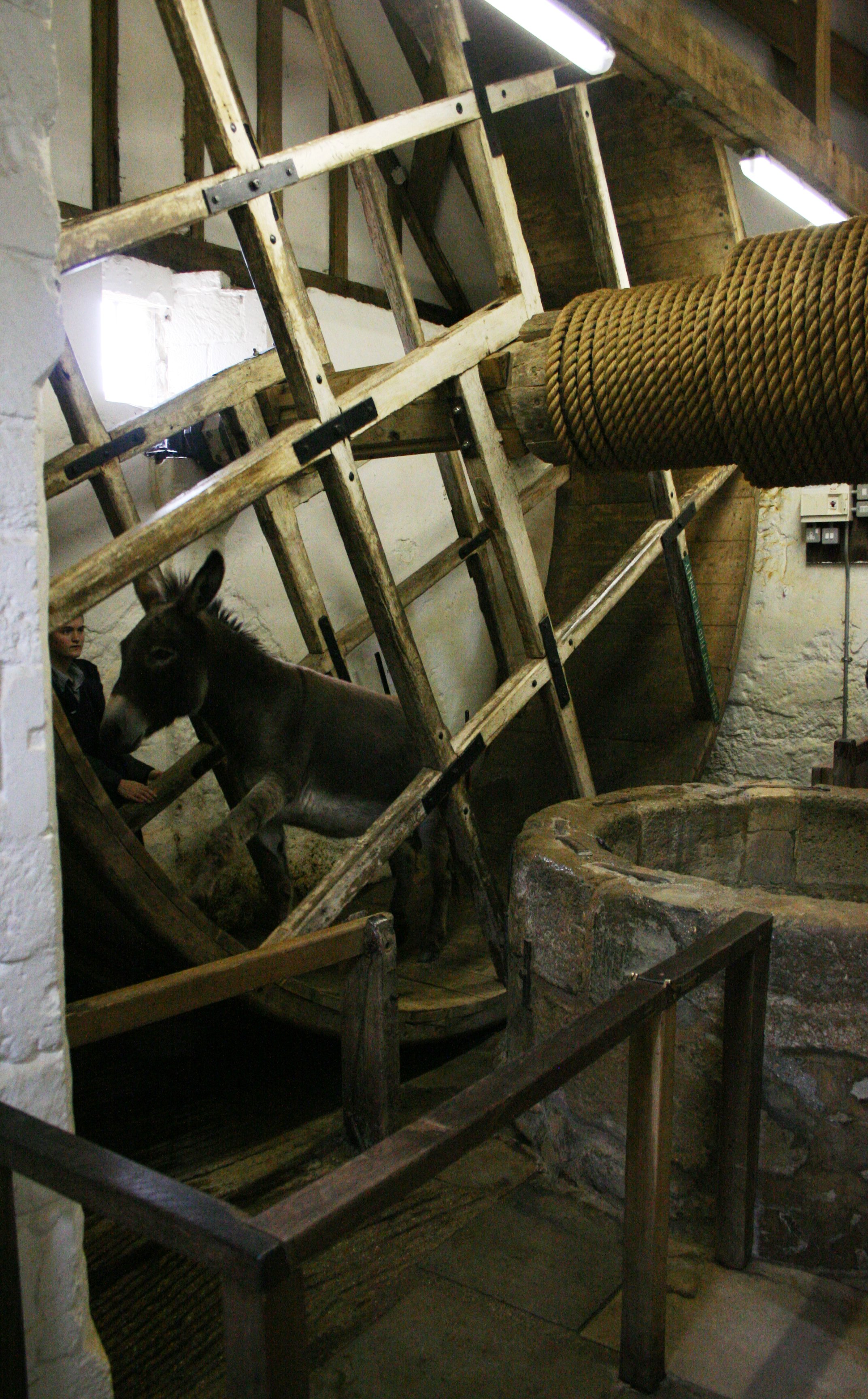
Tretmühle für die Esel zur Wasserförderung aus dem Burgbrunnen auf dem Carisbrooke Castle

Carisbrook Castle ist eine Burg auf der Isle of Wight. Das normannische Schloss besteht aus einem großen Keep, der von mehreren Mauern umgeben ist. Die Burg gehört zum English Heritage.
Der Donjon stammt aus dem späten 11. Jahrhundert und wurde auf Anweisung von Richard de Redvers errichtet. Die Mauern um die Burg herum entstanden ab 1262 auf Veranlassung von Isabel de Redvers, 8. Countess of Devon. Im 14. Jahrhundert ergänzte ein Torhaus mit zwei Türmen die Befestigung und gab der Burg im Wesentlichen ihre heutige Gestalt. Die einzige – erfolglose – Belagerung der Anlage fand im Jahr 1337 statt, als eine Gruppe Franzosen versuchte, die Burg einzunehmen. Nach der Passage der spanischen Armada 1588 nahe der Isle of Wight folgte eine letzte Anpassung der Verteidigungsanlagen an den militärischen Stand der Zeit. In den Jahren 1647 bis 1648 war Karl I. hier inhaftiert.
Eine Touristenattraktion sind die Esel der Burg. Diese ziehen seit den Zeiten Elisabeth I. mit Hilfe eines Tretrades Wasser aus dem 49 Meter tiefen Burgbrunnen.
In der Burg befindet sich ein Kunst- und Heimatmuseum, das 1898 von Prinzessin Beatrice gegründet wurde. Beatrice nutzte die Burg als ihre Sommerresidenz und ließ dort zur Bildung der Öffentlichkeit ein Museum errichten. Das Carisbrooke Castle Museum ist das einzige Museum dieser Art, das von einem Mitglied des britischen Königshauses gegründet wurde. Das Museum besitzt insgesamt 27.000 Ausstellungsstücke. Ein Großteil davon befasst sich mit der Geschichte und Kultur der Isle of Wight. Unter den Kunstwerken sind die Aquarelle besonders bedeutend.
2019 wurde Carisbrooke Castle von rund 131.000 Personen besucht. 2024 betrug die Besucherzahl etwa 104.000 Personen.